# Valoració química

Valoració química

Una titulació, valoració, titració o volumetria és un mètode d'anàlisi química quantitatiu que permet determinar la concentració d'una substància (reactiu valorat o anàlit) afegint un volum d'una segona substància (agent valorant) de concentració coneguda i que reacciona amb la primera. En una valoració convencional, l'agent valorant es col·loca en una bureta i es va afegint gota a gota a la dissolució de l'anàlit fins que la reacció és completa. A partir del volum consumit, i tenint en compte l'estequiometria de la reacció, hom pot calcular la concentració de l'anàlit. En algunes ocasions es procedeix a l'inrevés, és a dir, afegint la dissolució d'anàlit a la dissolució de concentració coneguda.

## Punt d'equivalència i punt final
El punt en què tot l'anàlit ha reaccionat estequiomètricament amb l'agent valorant s'anomena punt d'equivalència. Per determinar aquest punt es poden emprar distints mètodes, tals com l'addició d'un indicador, potenciometria o tècniques espectroscòpiques. La forma més habitual consisteix a afegir una quantitat ínfima d'un indicador a la dissolució valorada. Un indicador és una substància que fa que la dissolució canviï de color quan la reacció ha acabat. El punt en què l'indicador canvia de color determina el punt final de la valoració. Idealment el punt final hauria de ser igual al punt d'equivalència, però en realitat sempre hi ha una diferència, ja que l'indicador també consumeix una petita quantitat de l'agent valorant. En general aquests petits errors deguts a la diferència entre el punt d'equivalència i el punt final experimental són menyspreables, però en anàlisis químiques acurades s'han de tenir en compte. Mètodes de detecció del punt final com la potenciometria estalvien aquest error introduït per l'indicador.

### Valoració per retrocés
La valoració per retrocés és una valoració que es dona a la inversa; en lloc de valorar la mostra original, s'addiciona un excés conegut de valorant, i després, l'excés es valora. La valoració per retrocés s'utilitza si la reacció entre l'anàlit i el valorant és molt lenta, o quan l'anàlit és en un sòlid insoluble.

## Tipus de valoracions
Hi ha distints tipus de valoracions, segons la reacció en què es basen: 
- Valoracions àcid-base, basades en la reacció de neutralització entre l'anàlit i un agent valorant àcid o bàsic. En valoracions àcid-base és comú utilitzar indicadors de pH, com per exemple la fenolftaleïna, que canvia d'incolor a rosa per sobre de pH 8,2, o el taronja de metil, que és roig en forma bàsica i groc en forma àcida. Per detectar el punt final també es pot utilitzar un pH-metre (o potenciòmetre), que enregistra els canvis de pH (o potencial) en tot moment.
- Valoracions redox, basades en reaccions d'oxidació-reducció entre l'anàlit i l'agent valorant. El més habitual és utilitzar un potenciòmetre o un indicador redox per detectar el punt final. En alguns casos la forma oxidada o reduïda de l'anàlit o del titulant posseeixen un color intens i actuen com a autoindicadors, de forma que no cal afegir cap substància indicadora.
- Valoracions complexomètriques, basades en la formació d'un complex entre l'anàlit i el titulant. En aquestes valoracions normalment cal un indicador especial, com el negre d'eriocrom T, que formi un complex feble amb l'anàlit.
- Valoracions per precipitació, basades en la formació d'un precipitat degut a la reacció de l'anàlit i el valorant (per exemple ions Ag+ i ions Cl-, que formen un precipitat blanc de clorur d'argent, AgCl).
- Valoracions polielectrolítiques (de vegades anomenades valoracions col·loïdals), basades en la reacció estequiomètrica entre el polielectròlit d'interès i un poliectròlit de càrrega oposada i densitat de càrrega coneguda. Aquest tipus de valoració permet determinar densitat de càrrega superficial en col·loides. Un agent valorant que s'empra sovint és el policlorur de dial·lildimetilamoni (sovint anomenat amb l'abreviació anglesa, polyDADMAC).

## Valoració àcid-base
En aquest procés es fa reaccionar un àcid amb una base perquè s'aconsegueixi el punt d'equivalència. A mesura que es va afegint l'agent valorant al reactiu valorat o anàlit, el pH de la solució variarà, sent possible construir un gràfic d'aquesta variació, al qual es dona el nom de corba de valoració àcid-base. El punt d'equivalència pot variar depenent de la concentració inicial de l'agent valorant i de l'anàlit.
Normalment, per fer una titulació, s'utilitza un Erlenmeyer (on són posats l'anàlit, aigua, un indicador àcid/base) i una bureta, on està contingut l'agent valorant.

### Valoració Àcid fort / Base forta
En aquest tipus de titulació, el punt d'equivalència es dona aproximadament a pH 7. L'àcid s'ionitza pràcticament en la totalitat i la base es dissocia pràcticament completa. Quan els ions H+ i OH- reaccionen, formen aigua. Un exemple d'aquest tipus de titulació és la titulació d'una solució de HCl amb NaOH:
HCl(aq) → Cl-(aq) + H₃O+(aq) (ionització de l'àcid)
NaOH(aq) → Na+(aq) + OH-(aq) (dissociació de la base)
OH-(aq) + H₃O+(aq) ↔ 2H₂O(l) (la reacció de neutralització que ocorre en la titulació)
El Na+ i Cl- resultant de la reacció entre l'àcid fort, HCl, i la base forta, NaOH, són considerats ions neutres en solució perquè no sofreixen hidròlisi àcida o bàsica.
HCl(aq) + NaOH(aq) → Na+(aq) + Cl-(aq) + 2H₂O(l)
En una titulació d'una base forta amb un àcid fort ocorre el mateix tipus de reacció i el punt d'equivalència és el mateix, tenint com a diferència la forma de la corba de valoració (en comptes de ser creixent és decreixent).

### Valoració Àcid feble/Base forta
En aquest tipus de titulació, el punt d'equivalència es dona en un pH superior a 7, a causa de la hidròlisi de l'anió de l'àcid feble, que és una hidròlisi que origina ions OH-.
Ex.: Titulació de l'àcid acètic amb l'hidròxid de sodi:
CH₃COOH(aq) + NaOH(aq) → NaCH₃COO(aq) + H₂0(l)
NaCH₃COO(aq) → Na+(aq) + CH₃COO–(aq)
Com que el Na+ és una partícula neutra des del punt de vista àcid-base (catió d'una base forta no hidrolitzada), només el CH₃COO- (anió d'un àcid feble) sofrirà hidròlisi:
CH₃COO-(aq)+ H₂O(l) → CH₃COOH(aq) + OH-
Els ions OH- augmentaran el pH de la solució perquè reaccionaran amb H₃O+ d'acord amb l'equació:
OH-(aq) + H₃O+(aq) → 2H₂O(l)

### Titulació Base feble/Àcid fort
En aquest tipus de titulació, el punt d'equivalència es dona en un pH inferior a 7, a causa de la hidròlisi del catió àcid resultant.
Com que la base és feble, el seu àcid conjugat serà fort, que reaccionarà fàcilment amb l'aigua, formant ions H₃O+.
Un exemple d'aquest tipus de titulació és la titulació de l'amoníac amb l'àcid clorhídric:
HCl(aq) + NH3(aq) → NH₄Cl(aq)
NH₄Cl(aq) → NH4+ (aq) + Cl-(aq)
Com que el NH4+ sofreix hidròlisi, capta l'OH- de l'aigua i forma NH₄OH.
Conseqüentment, sobra H+, o sigui, el punt d'equivalència serà a un pH menor que 7.

### Titulació Base feble/Àcid feble
Aquest cas serà exemplificat per la titulació de 100 mL d'àcid acètic 0,1 M (Ka= 1,8 x 10-5) amb amoni aquós 0,1 M (Kb= 1,8 x 10-5).
El pH al punt d'equivalència serà:
pH = 1/2pKw +1/2pKa -1/2pKb = 7,0 +2,7 -2,37 = 7,0
Ex.: La corba de neutralització de 100 mL de CH₃COOH 0,1 M amb NH₃ 0,1 M
La corba de neutralització fins al punt d'equivalència és gairebé idèntica a la del cas que s'usa hidròxid de sodi 0,1 M com base; a més del punt d'equivalència, la titulació consisteix virtualment en l'addició d'una solució aquosa d'amoni 0,1 M a una solució 0,1 M d'acetat d'amoni.
Com cap canvi brusc de pH és observat, no es pot obtenir un punt final nítid amb cap indicador simple. De vegades es pot trobar un indicador mixt que exhibeixi un canvi de memòria nítida en un interval de pH molt petit. Així, en les titulacions d'àcid acètic-amoni, es pot usar l'indicador mixt de vermell neutre amb blau de metilè; però, d'una manera general és millor evitar l'ús d'indicadors en les titulacions que impliquin tant un àcid feble com una base feble.

## Directa i indirecta

### Directa
La valoració directa també coneguda com a titulació és un procés en el que es determina el volum de la solució estàndard que reacciona amb l'anàlit. Per realitzar una valoració directa es mesura una quantitat de mostra i es diposita en un recipient, vas o matràs, i mitjançant una bureta s'afegeix un agent valorant fins que la solució canvia de color. Si sabem la concentració de la dissolució estàndard i el volum afegit, podem calcular el nombre de mols de la substància (mols/volum). A continuació a partir de l'equació química que representa el procés que te lloc, podem calcular el nombre de mols de la substància analitzada present en la mostra. Finalment, dividint el nombre de mols dels reactiu pel seu volum, trobarem la concentració buscada.

### Indirecta
Les valoracions indirectes són les que s'utilitzen per determinar aquells anions que precipiten amb determinats cations metàl·lics, com per exemple; SO4 2-, PO4 3-, S2-, etc. Quan la reacció directa és lenta o no es disposa de l'indicador adequat es recorre a valoracions indirectes. Per exemple, podem determinar SO4 2- precipitant-se a pH 1 amb un excés no necessàriament conegut de Ba2 +. el sòlid format es renta i es bull després amb excés conegut d'EDTA a pH 10, per solubilitzar-lo en la forma BaY2-. L'EDTA no invertit en solubilitzar el precipitat es valora per retrocés amb catió magnesi. Anions com CO3 2-, CrO4 2-, S2- i SO4 2- poden quantificar-se per valoració indirecta.
L'espècie química que s'ha de valorar es fa reaccionar amb una altra de manera espontània i agregada en excés, el producte obtingut és una tercera espècie anomenada titular. En el procediment comú es mesura una quantitat de mostra i es diposita en un recipient contenidor, se li afegeix un reactiu en excés conegut de metall que precipita amb l'anió, es filtra i es valora l'excés amb un lligant, després s'agrega al titular des de la bureta, el qual reacciona amb un producte de la primera barreja fins al canvi de color de la solució.
Existeixen diversos mètodes possibles per valoracions indirectes:
- Determinació d'anions que formen compostos poc solubles amb ions metàl·lics en aigua. Es valora l'excés de catió precipitat, com en el cas de la determinació de la sulfat. Después de precipitar el sulfat com a sulfat de bari, amb un excés mesurat d'una soluió de clorur de bari (de concentració coneguda), es valora l'excés de bari amb el quelón, el qual no va entrar a la reacció amb el sulfat. Per fosfat existeix un procediment on precipita com fosfat de cinc i amoni.
- Determinació de lligants que formen complexos altament estables. Es valora l'excés de un catió que forma complexes, com en el cas de la determinació de cianur. L'excés d'una solució de la sal de níquel estandarditzada s'addiciona per formar el complxa estable tetracianoniquelat (II), [Ni(CN)4]2-, L'exces de níquel és determinat quelomètricament.